# آجي بور
آجي نيلز بور (بالدنماركية:Aage Niels Bohr)؛ (19 يونيو 1922 - 8 سبتمبر 2009)، عالم فيزياء دانماركي حاصل على جائزة نوبل للفيزياء عام 1975 بالمشاركة مع جيمس رينوتر وبن موتيلسون عن اكتشافهم للعلاقة بين حركة الجسيم والحركة الجماعية للجسيمات في النواة الذرية وتطوير نظرية بناء النواة الذرية مع أخذ تلك الحركة في الحسبان. بدءاً من مفهوم نموذج القطرة غير منتظمة الشكل للنواة، طور بور وموتيلسون نظرية مفصلة كانت في توافق وثيق مع التجارب. بعد حصول والده نيلز بور على الجائزة ذاتها، يعد آجي بور سادس ابن يحصل على جائزة نوبل بعد والده والرابع في مجال الفيزياء.

## النشأة
وُلد آجي بور في كوبنهاجن في 19 يونيو 1922. ويعد الابن الرابع للفيزيائي نيلز بور ومارجريث بور. توفي أخيه الأكبر كريستيان في حادث قوارب في 1934، والأصغر هارلد بالتهاب السحايا. في حين أصبح هانز طبيبا وإريك مهندس كيميائي وإرنيست محامي ورياضي أولمبي شارك مع منتخب الدانمارك لهوكي الحقل في الألعاب الأولمبية الصيفية 1948 في لندن. عاشت العائلة في معهد الفيزياء النظرية في جامعة كوبنهاغن والذي يطلق عليه حاليا معهد نيلز بور، فتربى محاطا بالعلماء الفيزيائيين الذين يعملون مع والده مثل هندريك أنتوني كرامرز وأوسكار كلاين ويوشيو نيشينا وفولفغانغ باولي وأخيرا فيرنر هايزنبيرغ. في 1932 انتقلت العائلة للعيش في قصر تم التبرع به من قبل كارل جاكوبسون وريث مصانع الجعة كارلسبرغ؛ لاستخدامها كمسكن فخري من قبل الدنماركي الذي كان أبرز مساهمة في العلوم والأدب والفنون.

## الجوائز والتكريم
- جائزة داني هينمان للفيزياء الرياضية (1960).[27]

## روابط خارجية
- آجي بور على موقع الموسوعة البريطانية (الإنجليزية)
- آجي بور على موقع مونزينجر (الألمانية)
- آجي بور على موقع إن إن دي بي (الإنجليزية)